# Kára (Hungria)
Kára é um município da Hungria, situado no condado de Somogy. Tem 5,37 km² de área e sua população em 2019 foi estimada em 45 habitantes.